# 사바이시역
사바이시역(일본어: 鯖石駅)은 일본 아오모리현 미나미쓰가루군] 오와니정에 위치한 고난 철도 오와니 선의 철도역이다. 단선 승강장 1면 1선의 구조를 갖춘 지상역이다.

## 역 주변
- 히라카와 강

## 역사
- 1952년 1월 26일 : 히로사키 전기 철도에 의해 개업.
- 1970년 10월 1일 : 고난 철도로 양도.
- 1981년 10월 1일 : 쾌속 열차 운행에 맞춰서 오와니 부근으로 0.1km 이설해서 교환 설비 설치.

## 인접 역
| 고난 철도 오와니 선    | 고난 철도 오와니 선 | 고난 철도 오와니 선                |
| ---------------------- | ------------------- | ---------------------------------- |
| 슈쿠가와라 오와니 방면 | ■ 고난 선           | 이시카와푸루마에 주오히로사키 방면 |